# Black Clouds & Silver Linings
Black Clouds & Silver Linings — музичний альбом гурту Dream Theater. Виданий 23 червня 2009 року лейблом Roadrunner Records. Загальна тривалість композицій становить 75:18. Альбом відносять до напрямку прогресивний метал.

## Список пісень
1. «A Nightmare to Remember» 16:10
2. «A Rite of Passage» 08:35
3. «Wither» 05:25
4. «The Shattered Fortress» 12:49
5. «The Best of Times» 13:07
6. «The Count of Tuscany» 19:16